# Rosalía (cantante nacida en 1944)
Rosalía Garrido Muñoz, más conocida como Rosalía (Madrid, 21 de mayo de 1944-El Campello, Alicante, 10 de septiembre de 2021), fue una cantante española, muy popular en la década de 1960.

## Biografía
Rosalía fue una de las «chicas yeyé» de los años 1960. Su carrera musical se inició en 1960 con la canción Amor y rock and roll. En 1962, grabó El pañuelo manchado de rouge, Con ritmo, Una nueva melodía, Tómbola e Inquietud; en 1963 grabó Dile. Posteriormente, ya siendo más conocida, logró triunfar en el Festival de Benidorm de 1963 con la canción La hora y grabar varios EP (Eres exigente, La misma playa, Ciudad solitaria, No tengo edad, Cada cual y Llámame, entre otros). 
En 1965 consiguió un rotundo éxito con la canción Chica ye-yé (se dice que se vendieron trescientas mil copias). Después siguieron: El folklore americano, Ninguno me puede juzgar, Eterno amor, Palabras La carta, entre otros. En 1968, grabó Himno a la vida, antes de contraer matrimonio y apartarse de la actividad musical durante varios meses.
También versionó canciones de cantantes estadounidenses como Brenda Lee o The Bee Gees.
A su regreso, volvió con nuevos  discos: Cielo gris (con letra de un poema de Jesús Cuadrado, después historiador de la Cultura Popular), La lluvia, Si llegara el amor, Los dos, Alguien, entre otros. Su último disco, Horizontes perdidos, se editó en 1974. Se retiró definitivamente en 1976, para dedicarse al cuidado de su familia. 
Desarrolló su actividad política como concejal de Cultura del Ayuntamiento alicantino de El Campello (1995-2003), en las filas del Partido Popular,  donde residió hasta su fallecimiento, junto a su marido, el publicista de origen argentino Ernesto Ortiz de Zárate. Durante la época en el consistorio campellero, llevó al municipio a diversos actores como: Juan Luis Galiardo o Manolo Escobar.